# Comuna Svîdova, Ciortkiv
Svîdova (în ucraineană Свидова) este o comună în raionul Ciortkiv, regiunea Ternopil, Ucraina, formată din satele Antoniv și Svîdova (reședința).

## Demografie
Componența lingvistică a comunei Svîdova
     Ucraineană (99,5%)
     Alte limbi (0,5%)
Conform recensământului din 2001, majoritatea populației comunei Svîdova era vorbitoare de ucraineană (99,5%), existând în minoritate și vorbitori de alte limbi.